# Swedish Open 2013
Die Swedish Open 2013 waren ein Tennisturnier der WTA Tour 2013 für Damen und ein Tennisturnier der ATP World Tour 2013 für Herren in Båstad. Das Herrenturnier fand vom 6. bis zum 14. Juli 2013, das Damenturnier eine Woche darauf, vom 13. bis 21. Juli 2013 statt.

## Herrenturnier
→ Qualifikation: SkiStar Swedish Open 2013/Qualifikation

## Damenturnier
→ Qualifikation: Collector Swedish Open 2013/Qualifikation